# Cerro Blanco (Texas)
Cerro Blanco es un pequeño cerro ubicado en la frontera este del Llano Estacado dentro del cañón Blanco en el condado de Crosby en Texas.  Es parte de la formación Blanco y la fauna Blanca, que se da a lo largo de América del Norte.